# Schildenseje
Schildenseje er en mellemstor gård, der hører under Clausholm gods. Godset ligger i Voldum Sogn, Galten Herred og Favrskov Kommune
Navnet kommer af, at en af de tidligere ejere hed Hans Heinrich Friccius von Schilden. Han købte godset på auktion.